# Jimmy’s World
Jimmy’s World (englisch für „Jimmys Welt“) ist ein Zeitungsartikel der US-amerikanischen Journalistin Janet Cooke, der am 28. September 1980 in der Washington Post erschien. Cooke berichtet darin von einem angeblichen Treffen mit einem achtjährigen Heroinsüchtigen aus Washington, D.C., das aber nie stattgefunden hatte.
Der Artikel löste große Betroffenheit in der Bevölkerung aus. Die zuständigen Behörden starteten eine umfangreiche Suche nach dem Jungen. Als sie erfolglos blieb, kamen bei ihnen Zweifel bezüglich der Korrektheit des Artikels auf. Auch Mitarbeiter der Washington Post waren inzwischen skeptisch geworden. Dennoch reichte die Zeitung den Artikel beim Pulitzer-Preis ein. Im April 1981 gewann Cooke den Preis in der Kategorie Feature Writing.
Kurz danach wurde bekannt, dass sie nicht nur Teile ihres Lebenslaufs gefälscht hatte, sondern auch der Inhalt von Jimmy’s World zum großen Teil nicht der Wahrheit entsprach. Cooke verlor den Pulitzer-Preis und musste die Washington Post verlassen; ihre Karriere als Journalistin war danach beendet. Der Skandal um die Fälschung des Artikels führte zu Diskussionen über die Arbeitsweise von Journalisten sowie die Personalpolitik von US-Medien.

## Inhalt
Der Artikel berichtet von einem achtjährigen afroamerikanischen Jungen namens Jimmy, der seit dem Alter von fünf Jahren heroinabhängig sei. Er lebe zusammen mit seiner Mutter Andrea und ihrem Freund Ron im Südosten Washingtons. Laut dem Artikel sei Andrea in ihrer Jugend vom Freund ihrer heroinabhängigen Mutter vergewaltigt worden. Dabei sei Jimmy gezeugt worden. Über eine Bekannte der Mutter sei Andrea selbst mit Heroin in Kontakt gekommen. Ihren Konsum finanziere sie durch Prostitution und Ladendiebstähle.
Nachdem sie den Drogendealer Ron kennengelernt habe, sei sie mit ihrem Sohn zu ihm gezogen. Ron soll Jimmy sein erstes Heroin verabreicht haben, nachdem der Junge ihn darum gebeten haben soll. Jimmy träume davon, Drogendealer zu werden. Sein Lieblingsfach in der Schule, die er nur selten besuche, sei aus diesem Grund Mathematik, da er dies aus seiner Sicht für sein späteres Geschäftsleben benötigen würde. Von dem Drogenverdienst plane er, ein Fahrrad, einen Deutschen Schäferhund und vielleicht einen Basketball zu kaufen.
Neben Jimmy, Andrea und Ron kommen ein Beamter der Drug Enforcement Administration und mehrere Ärzte zu Wort, die über das Drogenproblem in Washington berichten. Der Artikel endet mit einer Beschreibung, wie Ron Jimmy Heroin spritzt.

## Geschichte des Skandals

### Entstehung und Veröffentlichung
Fotografie von Janet Cooke

Link zum Bild

Janet Cooke arbeitete seit Januar 1980 für die Washington Post. Vor Jimmy’s World hatte sie bereits 52 Artikel in der Zeitung veröffentlicht. Im August 1980 hörte Cookes Vorgesetzte Vivian Aplin-Brownlee von einer neuen Art Heroin, das zu Geschwüren auf der Haut der Konsumenten führen solle. Sie setzte Cooke auf die Geschichte an. Diese fand in Interviews mit Sozialarbeitern und Experten für Entzugsmedizin zwar nichts über diese neue Droge heraus, sammelte aber eine große Menge an Material über den Drogenkonsum in Washington, darunter 145 Seiten handgeschriebener Notizen und Interviewaufnahmen mit einer Gesamtlänge von etwa zwei Stunden. Davon war Aplin-Brownlee so beeindruckt, dass sie Cooke mit dem Material zu Milton Coleman schickte, dem Redakteur des Washingtoner Lokalteils.
Als Cooke Coleman über ihre Recherche berichtete, erwähnte sie einen achtjährigen Heroinsüchtigen, der sich in Obhut einer Hilfsorganisation für Drogensüchtige befinden solle. Coleman setzte sie auf diese Geschichte an, die er als gut genug für die Titelseite empfand. Nach zwei Wochen vermeldete Cooke, dass sie den Jungen nicht finden konnte. Eine weitere Woche später berichtete sie dann aber von einem anderen Achtjährigen, den sie gefunden habe. Dessen Mutter habe sich bei ihr gemeldet, nachdem Cooke ihre Visitenkarten an verschiedenen Stellen ausgelegt hatte. Allerdings sei es bisher zu keiner Vereinbarung über ein Interview gekommen. Coleman, der weder nach dem Namen noch dem Wohnort der Frau fragte, erlaubte Cooke daraufhin, der Mutter Anonymität zuzusichern. Später berichtete Cooke von einem Treffen mit der Mutter in deren Wohnung. Während dieses Treffens habe der Freund von Jimmys Mutter gedroht, Cooke umzubringen, wenn sie die Polizei auf ihn aufmerksam mache.
Cookes Notizen zu dem Treffen waren 13 Seiten lang und bildeten die Grundlage für den Artikel Jimmy’s World. In diesen Notizen waren auch der angeblich richtige Name von Jimmy und die Grundschule, die er besuchte, enthalten. Coleman half Cooke beim Formulieren des Artikels, überprüfte die Glaubwürdigkeit des Inhalts allerdings nur in sehr geringem Umfang. So erkundigte er sich lediglich, ob die Beschreibung des Ablaufs der Heroininjektion korrekt war, und wurde darin bestätigt. Ansonsten verließ er sich nach eigener Aussage darauf, dass anderen Mitarbeitern etwas auffiele, wenn der Artikel nicht korrekt wäre. Im Nachhinein ging Coleman davon aus, dass sich die anderen auf sein Urteil verlassen hatten.
Michael Gnateks Illustrationen von Jimmy’s World

Link zum Bild

Da aufgrund der zugesicherten Anonymität die Veröffentlichung von Fotos nicht möglich war, sollte der Artikel mit Zeichnungen illustriert werden. Für die Erstellung der Zeichnungen war der Illustrator Michael Gnatek Jr. verantwortlich, dem Cooke das Aussehen des Jungen beschrieben hatte. Auf der Titelseite wurde eine Zeichnung von Jimmy gezeigt, wie ihm Heroin gespritzt wird. Der Untertitel des Artikels lautete „8-Year-Old Heroin Addict Lives for a Fix“ („Achtjähriger Heroinsüchtiger lebt für einen Schuss“).

### Reaktionen und erste Zweifel
Die Veröffentlichung des Artikels am 28. September 1980 führte zu starken Protesten der Leserschaft der Washington Post. So empfanden ihn viele als rassistisch und kriminell. Vor allem machten sie sich aber Sorgen um den Jungen. Städtische Behörden drohten damit, Mitarbeiter der Washington Post vorzuladen, damit sie die Identität von Jimmy verraten. Dagegen verteidigte sich die Zeitung, indem sie auf den 1. Zusatzartikel zur US-Verfassung verwies, der unter anderem die Pressefreiheit garantiert. Die Drohungen wurden nicht in die Tat umgesetzt.
Die Washington Post erhob in den folgenden Tagen schwere Vorwürfe gegenüber den Behörden und den Einwohnern Washingtons. So sah Richard Cohen am 30. September die Geschichte von Jimmy als das Zeichen eines massiven Versagens an. Die Drug Enforcement Administration sei trotz der großen finanziellen und personellen Mittel, die ihr zur Verfügung standen, nicht zu dem in der Lage gewesen, was Cooke getan habe. Zudem hätten Schulen nicht aufgepasst, Lehrer seien überfordert und Nachbarn hätten weggesehen. In einem am 12. Oktober erschienenen Artikel vertrat er die Meinung, dass Jimmy nicht drogensüchtig wäre, wenn die Polizei, die Schule und die Mitarbeiter von Wohlfahrtseinrichtungen sich um ihn gekümmert hätten. In weiteren Artikeln bekräftige die Post, dass Cookes Artikel notwendig gewesen sei, um die Aufmerksamkeit der Öffentlichkeit und der Behörden auf das Drogenproblem zu lenken.
Die Behörden hatten inzwischen mit einer aufwändigen Suche nach dem Jungen begonnen, bei der bis zu 35 Polizisten eingesetzt worden sein sollen. Die Schulbehörde ließ in Schulen nach dem Jungen suchen und auch der Sozialdienst stellte Mitarbeiter ab. Da die Suche erfolglos blieb, waren die Mitarbeiter der Behörden gemäß späteren Aussagen nach einigen Tagen davon überzeugt, dass die Geschichte, so wie Cooke sie erzählt hatte, nicht stimmen konnte. So hätte Cooke das Beschriebene nur gegen eine größere Geldsumme zu sehen bekommen, allerdings gab es keine Hinweise darauf, dass ein Drogendealer plötzlich viel Geld hatte. Zudem sei es in solchen Fällen üblich, dass Informanten der Polizei Hinweise auf gesuchte Personen geben, um sich spätere Vorteile zu verschaffen. Doch auch das sei in diesem Fall nicht geschehen.
Zwei Tage nach der Veröffentlichung von Jimmy’s World gab der Bürgermeister von Washington Marion Barry bekannt, dass sie Jimmy gefunden hätten und er sich schon seit längerer Zeit in medizinischer Behandlungen befinde. Kurze Zeit später wurde das allerdings vom Sprecher des Bürgermeisters korrigiert. Nur die Psychiaterin und Drogenmissbrauchsberaterin Alyce Gullate von der Howard University wisse, wo sich das Kind befinde. Sie soll jedoch bereits einen Tag nach der Veröffentlichung von Jimmy’s World einen Reporter der Post darauf aufmerksam gemacht haben, dass sie für Cooke Kontakt zu einem achtjährigen Heroinsüchtigen herstellen sollte. Da ihr das aber nicht gelang, gehe sie davon aus, dass der Artikel eine Fälschung sei. Der Reporter glaubte allerdings, dass sich Gullate mit dieser Aussage nur schützend vor den Bürgermeister stellen und damit die weitere finanzielle Unterstützung ihres Drogenprogramms sichern wollte. Auf den Verdacht von Gullate angesprochen, versicherte Cooke, dass es sich bei Jimmy um einen anderen Jungen handle und es somit zwei drogensüchtige Achtjährige geben müsse. Am 15. Oktober gab Marion Barry das Ende der Suche nach Jimmy bekannt. Dabei bezweifelte er, dass die Mutter oder ihr Freund sich von einer Reporterin beim Spritzen von Heroin zuschauen ließen. Man habe ihm gesagt, der Artikel sei „zum Teil Mythos, zum Teil Realität“ (englisch: „part myth, part reality“).
Die Post hatte in der Zwischenzeit ein elfköpfiges Reporterteam auf den Fall angesetzt. Sechs von ihnen sollten nach einem zweiten „Jimmy“ suchen. Darunter war auch Cooke, die zusammen mit dem Reporter Courtland Milloy in der Umgebung von Jimmys angeblichem Wohnhaus unterwegs war. Milloy wurde dabei schnell klar, dass Cooke die Gegend nicht kannte und keine Ahnung hatte, wo Jimmys Haus ist. Das weckte in ihm Zweifel an der Korrektheit der Geschichte, die er Coleman mitteilte. Dieser vermutete aber, dass Milloys Zweifel auf Neid beruhten.
Auch Vivian Aplin-Brownlee, Cookes frühere Vorgesetzte bei der Post, zweifelte gegenüber Coleman die Korrektheit des Artikels an. So war sie sich zum einen sicher, dass Cookes übertriebener Ehrgeiz sie zu einer solchen Tat führen könnte. Zum anderen bezweifelte sie, dass Cooke Zugang zu einem Haus eines Dealers bekäme, und hielt Jimmys Aussage zur Mathematik im Artikel für unglaubwürdig.
Etwa drei Wochen nach der Veröffentlichung des Artikels beauftragte Howard Simons, Managing Editor der Post, Coleman, gemeinsam mit Cooke nach Jimmy zu suchen. Coleman unterrichtete Cooke von dem Auftrag. Am folgenden Tag sagte Cooke, sie sei bei Jimmys Haus gewesen und habe festgestellt, dass die Familie nach Baltimore umgezogen sei. Während Colemans Vorgesetzter Bob Woodward dieses Verhalten der Familie logisch fand, war Coleman so über den Alleingang von Cooke aufgebracht, dass er seinen Ärger bei Simons vortrug. Dieser zweifelte nun zum ersten Mal am Wahrheitsgehalt von Jimmy’s World, hatte aber keine ausreichenden Beweise für eine Fälschung.
Die aufkommenden Zweifel schlugen sich in der Arbeit mit Cooke nieder. Als Cooke Mitte November an einem neuen Sensationsartikel über eine 14-jährige Prostituierte arbeitete, bestand man darauf, dass Coleman an den Treffen mit dem Mädchen teilnahm. Zwar arrangierte Cooke einige Treffen, allerdings wurden alle vorzeitig abgesagt.

### Gewinn des Pulitzer-Preises
Trotz der bereits aufgekommenen Zweifel schlug Milton Coleman Jimmy’s World bei Woodward für eine Einreichung beim Pulitzer-Preis vor, da er keinen Artikel kenne, der größere Unternehmungslust und größeren Erfindungsreichtum eines Autors bei der Überwindung von Hindernissen zeige. Jimmy’s World wurde als einziger Artikel der Washington Post für die Kategorie Local General or Spot News Reporting eingereicht. Später begründete Woodward diese Entscheidung mit dem Sprichwort „In for a dime, in for a dollar“ (etwa „Wer A sagt, muss auch B sagen“). So wäre es für ihn und die anderen Redakteure absurd gewesen, Artikel, die sie für wahr befunden und deshalb publiziert hatten, vor einer Nominierung noch einmal auf ihre Richtigkeit zu überprüfen.
Für jede Kategorie des Pulitzer-Preises existiert eine eigene Jury. Sie hat die Aufgabe, drei Einreichungen auszuwählen, die sie an das Preiskomitee weiterreicht. Dabei ist es ihr erlaubt, eine Reihenfolge der drei Beiträge anzugeben. Die Entscheidungen trifft dann das Preiskomitee, das den Vorschlägen der Jurys dabei nicht folgen muss. So kann es die Vorschläge ignorieren und eigene Vorschläge auswählen bzw. sich dafür entscheiden, keine Auszeichnung zu vergeben, falls es keine der Einreichungen für würdig befindet.
Jimmy’s World wurde von der Jury für Local General or Spot News Reporting an zweiter Stelle an das Preiskomitee weitergereicht. Die Jury empfahl aber die Auszeichnung der Lokalzeitung The Daily News aus Longview (Washington) für ihre Berichterstattung über den Ausbruch des Mount St. Helens vom 18. Mai 1980. Das Komitee folgte diesem Vorschlag. Jimmy’s World ging jedoch nicht leer aus. Einige Mitglieder des Preiskomitees waren der Meinung, der Artikel sei vom Stil her eher ein Feature. Deshalb entschied das Komitee, den Artikel in der Kategorie Feature Writing auszuzeichnen.
Der einzige Einspruch gegen diese Entscheidung kam von Eugene Patterson von der St. Petersburg Times, der den Artikel für eine „Verirrung“ (englisch „aberration“) hielt, die man nie veröffentlichen, geschweige denn für einen Preis hätte vorschlagen dürfen. Die von ihm geäußerten Zweifel an der Korrektheit des Artikels führten dazu, dass Roger Wilkins, der einzige Schwarze im Raum, versicherte, er könne im Umkreis von zehn Blocks um den Campus der Columbia University in New York City, auf dem das Treffen des Komitees stattfand, einen achtjährigen Heroinsüchtigen finden. Das überzeugte die Komiteemitglieder, die sich für die Auszeichnung des Artikels aussprachen, nur Patterson enthielt sich.
Noch am Tag der Entscheidung, dem 3. April 1981, wurde Chefredakteur Ben Bradlee durch zwei Mitglieder des Preiskomitees über die Entscheidung informiert. Über Woodward und Coleman gelangte die Nachricht zu Cooke. Die offizielle Bekanntgabe der Gewinner des Pulitzer-Preises erfolgte am 13. April.

### Aufdeckung der Fälschung
Im Zuge der Bekanntgabe von Cookes Auszeichnung fielen ihrem früheren Arbeitgeber, der Zeitung The Blade aus Toledo, Ungereimtheiten im von der Nachrichtenagentur Associated Press (AP) veröffentlichten Lebenslauf von Cooke auf. So stimmten einige Informationen nicht mit ihren überein. Wie in solchen Fällen üblich, wies The Blade am 14. April die AP auf diese Ungereimtheiten hin. Sie hatte ihre Informationen vom Lebenslauf, der mit der Nominierung von Jimmy’s World beim Pulitzer-Preis eingereicht und von Cooke selbst ausgefüllt worden war. Darin hatte sie unter anderem behauptet, einen Undergraduate-Abschluss des Vassar Colleges und einen Masterabschluss der University of Toledo erworben zu haben und an der Sorbonne in Paris eingeschrieben gewesen zu sein. Nachforschungen der AP ergaben hingegen, dass sie in Wirklichkeit nur ein Jahr in Vassar eingeschrieben gewesen war und an der University of Toledo nur einen Bachelorabschluss erworben hatte.
Die AP und das Vassar College informierten Howard Simons und Ben Bradlee noch am selben Tag über diese Falschaussagen. Deren Nachforschungen ergaben, dass die Angaben von Cooke für den Pulitzer-Preis auch von denen abwichen, die sie in ihrer Bewerbung bei der Post gemacht hatte. Bei einer daraufhin angesetzten Befragung Cookes gab sie zwar gewisse Fehler in ihrem Lebenslauf zu, bestand aber darauf, dass Jimmy’s World keine Fälschung sei. Sie nannte zum ersten Mal die angeblich richtigen Namen von Jimmy, seiner Mutter und deren Freund sowie ihre Adresse in der Xenia Street.
Daraufhin wurden ihr 24 Stunden Zeit eingeräumt, die Echtheit des Artikels zu beweisen. Sie fuhr zusammen mit Coleman zum angeblichen Wohnort von Jimmy. Dort konnte sie ihm jedoch nicht das Haus zeigen, in dem sie das Interview geführt haben wollte. In der Zwischenzeit sahen andere Mitarbeiter der Post Cookes Aufzeichnung und Tonbandmitschnitte zu ihren Recherchen über den Heroinkonsum in Washington durch, konnten darin aber keine Hinweise auf ein Interview mit dem Jungen finden. Nach der Rückkehr aus der Xenia Street konfrontierten sie Cooke mit ihren Ergebnissen und ihrer Überzeugung, dass Jimmy nicht existiere. Cooke bestand noch einige Stunden auf der Richtigkeit des Artikels, ehe sie am Morgen des 15. April zugab, dass sie ihn gefälscht hatte.
Cooke musste noch am selben Tag ihre Kündigung und eine schriftliche Erklärung zu ihrer Fälschung einreichen. In der Erklärung hieß es:

“‘Jimmy’s World’ was in essence a fabrication. I never encountered or interviewed an 8-year-old heroin addict. The September 28, 1981, (sic!) article in The Washington Post was a serious misrepresentation which I deeply regret. I apologize to my newspaper, my profession, the Pulitzer board and all seekers of the truth. Today, in facing up to the truth, I have submitted my resignation.”

„‚Jimmy’s World‘ war im Wesentlichen eine Erfindung. Ich habe nie einen achtjährigen Heroinsüchtigen getroffen oder interviewt. Der Artikel, der am 28. September 1981 (sic!) in der Washington Post erschien, war eine gravierende Fehldarstellung, die ich zutiefst bedaure. Ich bitte meine Zeitung, meinen Berufsstand, das Pulitzer-Preiskomitee und alle, die auf der Suche nach der Wahrheit sind, um Verzeihung. Angesichts dieser Wahrheit habe ich heute meine Kündigung eingereicht.“

Am 16. April erschien in der Washington Post ein Artikel, in dem die Fälschung sowie der Verlust des Pulitzer-Preises bekanntgegeben wurden. In derselben Ausgabe erschien unter dem Titel The End of the ‘Jimmy’ Story ein Editorial, das mit den Worten „We apologize.“ („Wir entschuldigen uns.“) begann. Darin bezeichnete sich die Post als Opfer eines Hoax. Sie stellt heraus, dass die Größe und die „atemberaubende Frechheit“ (englisch „breathtaking gall“) der Täuschung es schwerer gemacht haben, sie zu entdecken, da die Techniken zur Fehlererkennung auf die Entdeckung kleinerer Fehler ausgerichtet seien. Außerdem sei es ein Fehler, aus der Inkorrektheit von Jimmy’s World zu schlussfolgern, dass es kein Drogenproblem mit Auswirkungen auf Kinder gebe. Es sei auch nicht richtig, die Fälschung zu benutzen, um die Art und Weise in Verruf zu bringen, mit der die Post den Ersten Zusatzartikel zur US-Verfassung zum Schutz ihrer Quellen eingesetzt habe. Am Ende versprach die Post eine Aufklärung der Ereignisse.
Diese Aufklärung erfolgte in der Ausgabe vom 19. April, in der der Bericht von Bill Green, dem Ombudsmann der Post, über den Fall erschien. In dem sehr umfangreichen Artikel beschreibt Green die Geschichte des Artikels von den Anfängen Cookes bei der Post bis zur Aufdeckung der Fälschung. Green betonte, dass er zum Verfassen des Berichts vom Chefredakteur Ben Bradlee eingeladen worden war.

## Folgen und Bewertung

### Untersuchung desNational News Council
Am 24. April 1981, also fünf Tage nach der Veröffentlichung des Artikels von Bill Green, reichten zehn Mitglieder der journalistischen Fakultät der Howard University aus Washington eine Beschwerde beim National News Council (NNC) ein. Darin äußerten sie erhebliche Zweifel daran, dass es Cooke gelungen sein soll, die Redakteure der Washington Post zu täuschen. Der Führungsetage der Post warfen sie unter anderem „vorsätzliche und boshafte Ignoranz“ sowie „kriminelle Fahrlässigkeit“ vor. Außerdem behaupteten sie, dass Cooke zur Kündigung gedrängt, zum Verstecken gezwungen und von der Presse abgeschirmt würde.
Die Leitung der Washington Post gab keine offizielle Antwort auf die Vorwürfe ab. Grund dafür war zum einen ihre Überzeugung, dass der Green-Artikel bereits alle relevanten Informationen enthielt, die ihre Mitarbeiter liefern könnten. Außerdem hielten sie die erhobenen Vorwürfe für „dumm und unseriös“ und warfen dem Beschwerdeführer Samuel F. Yette persönliche Motive vor, da er gegen seine 1972 erfolgte Entlassung bei der News Week, einer Tochter der Washington Post, geklagt, den Prozess aber verloren hatte. Yette wies diesen Vorwurf zurück. Trotz dieser Vorbehalte gegen die Beschwerde unterstützte die Leitung der Post die Untersuchung des NNC und gewährten ihm Zugang zu den Angestellten, die nach Meinung des NNC ihre Meinung frei äußern konnten. Das NNC versuchte auch, die Meinung von Janet Cooke zu den Vorgängen zu erhalten. In einem Telefonat erklärte sie jedoch bloß, dass die Entscheidung zu schweigen ihre eigene sei und sie nicht von der Post dazu gezwungen werde.
In seinem Abschlussbericht vom 12. Juni 1981 kommt der NNC zu dem Schluss, dass es keine Hinweise dafür gebe, dass Cooke den Artikel nicht selbst verfasst habe. Auch eine anderweitige Unterstützung durch Mitarbeiter der Washington Post beim Betrug konnte nicht festgestellt werden. Allerdings sei die Veröffentlichung ohne ausreichende Prüfung des Wahrheitsgehalts fahrlässig gewesen. Auf Zweifel inner- und außerhalb der Redaktion wurde nicht angemessen reagiert. Das NNC streicht dabei besonders heraus, dass es die Pflicht des Ombudsmannes Green gewesen wäre, auf eine Untersuchung der Vorwürfe zu bestehen. Anders als die Beschwerde behauptete, seien diese Fehler jedoch nicht in böswilliger Absicht geschehen.
Der NNC lobt andererseits das Verhalten der Zeitung nach der Aufdeckung der Fälschung und bezeichnet den Artikel von Bill Green als „eindrucksvolle Demonstration der Akzeptanz der Verantwortung einer Zeitung gegenüber der Öffentlichkeit“. Der NNC stimmt der Beschwerde allerdings so weit zu, dass Jimmy’s World das Vertrauen in den Journalismus beschädigt habe. Zudem habe der Artikel die Polizei, die Sozialdienste und die Schulbehörden emotional belastet und unfairerweise ein schlechtes Licht auf den Umgang der armen und schwarzen Bevölkerung mit ihren Kindern geworfen.
Der NNC weist in seinem Bericht darauf hin, dass ein wesentlicher Aspekt der Vorgänge um Jimmy’s World weder im Artikel von Green noch in der Beschwerde der Howard University angesprochen wurde. Dabei gehe es um die Frage, ob die Post die moralische Verpflichtung gehabt hätte, dem Jungen, dessen Leben bedroht war, zu helfen. Diese Frage sei Teil des Konflikts von Medien zwischen der Verpflichtung als Bürger, eine Straftat zu melden, und der Verpflichtung als Journalist, über soziale Probleme zu berichten.
Umfragen unter der US-Bevölkerung hatten ergeben, dass eine Mehrheit der Meinung ist, Journalisten dürften auch dann die Quelle eines Artikels über Drogenmissbrauch verschweigen, wenn dadurch Kriminelle vor Strafen geschützt würden. Bereits vor Jimmy’s World hatte das NNC eine Befragung von Zeitungen und Rundfunksendern zu diesem Thema durchgeführt. Die Mehrheit von ihnen hatte keine Verpflichtung von Journalisten gesehen, ihre Rechercheergebnisse über kriminelle Handlungen vor der Veröffentlichung mit den Strafverfolgungsbehörden zu teilen.

### Reaktion der Medienwelt
Viele Kommentare von Journalisten zum Skandal um Jimmy’s World beschäftigten sich mit der Frage, inwieweit er Folge von Veränderungen der US-Medienlandschaft seit den 1960er-Jahren war. Ein wichtiger Aspekt war dabei die Personalpolitik der großen Medienhäuser. So gab es zu der Zeit gesellschaftlichen Druck, den bisher von weißen Männern dominierten Journalismus für Frauen und Angehörige von Minderheiten zu öffnen. Die Washington Post galt dabei als Vorreiterin. Da Janet Cooke eine schwarze Frau war, gab es Vorwürfe, dass ihr Geschlecht und vor allem ihre ethnische Zugehörigkeit ihre Einstellung und ihren Aufstieg bei der Post begünstigt hätten. Der Ombudsmann Bill Green räumte in seinem Bericht zwar ein, dass Cookes Hautfarbe bei ihrem Aufstieg eine Rolle gespielt haben mag, wies aber darauf hin, dass zwei der größten Zweifler innerhalb der Post, Vivian Aplin-Brownlee und Courtland Milloy, ebenfalls schwarz waren.
Andere wiesen die Vorwürfe strikt zurück, unter anderem Katharine Graham, die Vorsitzende des Verwaltungsrats der Post, die sie als eine Beleidigung von hunderten jungen Reportern und Redakteuren ansah. Viele der vom National News Council befragten Redakteure und Herausgeber sahen in Cookes Ethnie ebenfalls keinen Grund für die Vorfälle und erklärten, dass Jimmy’s World keinen Einfluss auf ihre Einstellungspraxis gegenüber Schwarzen haben werde. Einige äußerten jedoch die Befürchtung, dass der Vorfall von anderen, die bereits früher Vorbehalte gegenüber der Einstellung von Schwarzen hatten, als Ausrede benutzt werden könnte.
Ein anderer wichtiger Aspekt in der Diskussion war der Umgang mit Quellen und der Schreibstil der Journalisten, der sich seit den 1960er-Jahren verändert hatte. Die Verwendung von anonymen Quellen war deutlich häufiger geworden. Dies hatte auch mit dem Watergate-Skandal zu tun, der von den Washington-Post-Reportern Bob Woodward und Carl Bernstein mithilfe des anonymen Informanten Deep Throat aufgedeckt worden war und das Vertrauen in staatliche Stellen massiv erschüttert hatte. Nun forderten viele eine Abkehr von dieser Praxis.
Daneben wurden häufig Methoden des New Journalisms und des Dokudramas kritisiert. Dazu gehörten beispielsweise die Verfälschung und Erfindung von Zitaten, die Umordnung von Ereignissen und Vermutungen über die Gedanken von Personen. Der Kommunikationswissenschaftler David L. Eason wies später aber darauf hin, dass es sich bei Jimmy’s World von den anonymen Quellen abgesehen um eine recht traditionelle Art von Artikel handelte, der wenig mit den Methoden des New Journalism zu tun hatte. Zudem sah er bei vielen Journalisten, die eine Rückbesinnung forderten, eine stark verklärte Sicht auf den früheren Journalismus.
Zu den Forderungen von führenden Journalisten gehörten auch systematische Trainings von jungen Journalisten zu ethischen Fragen des Journalismus. Anfang der 1990er-Jahre konstatierten die Wissenschaftler Jay Black und Ralph Barney, dass seit Jimmy’s World ethische Aspekte in der Ausbildung von Journalisten einen enormen Bedeutungsgewinn erfahren haben. Jimmy’s World wurde bei dieser Ausbildung regelmäßig als Fallbeispiel benutzt.

### Pulitzer-Preis
Den Pulitzer-Preis für Feature Writing, der Cooke aberkannt worden war, erhielt Teresa Carpenter von der Village Voice, die Favoritin der Jury gewesen war. Ihre Einreichung bestand aus drei Artikeln, die sich mit bizarren Morden beschäftigten, darunter die am Politiker Allard K. Lowenstein und dem Playmate Dorothy Stratten.
Als Reaktion auf den Skandal um Jimmy’s World beschloss das Preiskomitee im November 1981 eine Veränderung der Auswahlprozedur. Von nun konnte das Komitee zwei statt bisher nur einen Tag über die Auswahl der Gewinner beraten. Diese zusätzliche Zeit sollte eine gründlichere Prüfung der nominierten Beiträge sowie eine Rücksprache mit Mitgliedern der Jurys ermöglichen.

### Folgen für Cooke und dieWashington Post
Janet Cooke im Interview, 1982

Link zum Bild

Janet Cookes journalistische Karriere war nach dem Ende ihrer Tätigkeit bei der Washington Post beendet. Anfang des Jahres 1982 äußerte sie sich in einem in der Today Show von NBC ausgestrahlten Interview mit Phil Donahue erstmals nach ihrer Kündigung zu den Gründen ihrer Fälschung. Nach zwei Monaten Arbeit an dem Artikel und der vergeblichen Suche nach dem Jungen habe sie nicht mit Nichts dastehen wollen. Ihre Entscheidung sei auch durch die Atmosphäre bei der Washington Post begünstigt worden, die sie als stark von einem Konkurrenzdenken bestimmt wahrnahm. 1996 erregte Cooke nochmal Aufmerksamkeit, als sie Mike Sager von der GQ ein Interview gab. Darin berichtete sie, dass sie mehrere Jahre in Frankreich gelebt hatte, nun in einem Kaufhaus in Kalamazoo Kosmetik verkaufe und sich eine Rückkehr in den Journalismus wünsche. Es folgten Fernsehauftritte in der Today Show und bei Nightline von ABC. Zudem konnten sie und Mike Sager die Filmrechte an TriStar Pictures verkaufen, wobei, je nach Quelle, der Preis zwischen 700.000 und 1.700.000 US-Dollar gelegen haben soll. Der Film wurde jedoch nicht realisiert und eine Rückkehr in den Journalismus blieb Cooke verwehrt.
Aber auch für andere Mitarbeiter der Washington Post soll sich Jimmy’s World negativ ausgewirkt haben. So hat laut der Autorin Carol Felsenthal der Skandal dazu geführt, dass Bob Woodward, der bis dahin als Nachfolger von Ben Bradlee als Chefredakteur galt, von diesem Posten ausgeschlossen wurde. Zudem soll Bradlee das Recht verloren haben, seinen Nachfolger selbst zu bestimmen.
2004 untersuchte der Wirtschaftsprofessor William L. Anderson von der Frostburg State University die Auswirkungen des Skandals um Jimmy’s World auf die Aktienkurse der Washigton Post und anderer Zeitungsunternehmen. Er fand heraus, dass die Kurse der Washington Post nach der Veröffentlichung sowohl im Vergleich zur generellen Marktentwicklung als auch zur Entwicklung der Kurse der anderen Zeitungsunternehmen fielen. Die Kurse anderer Zeitungen stiegen im gleichen Zeitraum im Vergleich zur generellen Marktentwicklung signifikant stärker.

### US-Berichterstattung über Drogen
In einem 1992 erschienenen Artikel vertreten die Soziologen Craig Reinarman und Ceres Duskin den Standpunkt, dass die Veröffentlichung von Jimmy’s World Teil einer langen Tradition von schlechter und falscher Berichterstattung der US-Medien über Drogen sei. So hätten die Medien seit Beginn des 19. Jahrhunderts bis zur Prohibition 1919 unkritisch Behauptungen der Abstinenzbewegung übernommen, nach denen Alkohol die Ursache für nahezu alle sozialen Probleme der USA zu Zeiten der Industrialisierung gewesen sei. Später seien die Medien auch aktiv an der Verbreitung verschiedener Ängste vor Drogen beteiligt gewesen. In den 1930er-Jahren hätten sie die Behauptung verbreitet, Marihuana mache gewalttätig. Außerdem hätten sie in den 1950er-Jahren durch ihre Berichterstattung über einen Fall von zwei Jugendlichen aus Colorado für die Verbreitung des Schnüffelns von Klebstoff gesorgt. In den 1960er- und 1970er-Jahren habe sich diese fehlerhafte Berichterstattung bei LSD und PCP fortgesetzt. 1986, also nach dem Skandal um Jimmy’s World, berichteten Medien und Politik landesweit über den Konsum von Crack, das bis dahin in weiten Teilen des Landes vollkommen unbekannt gewesen sei. Teil jeder dieser von den Medien geschürten Ängste vor Drogen sei es gewesen, schlimme Ausnahmefälle als die Normalität darzustellen.
Nach Meinung von Reinarman und Duskin offenbart sich in der unkritischen Veröffentlichung von Jimmy’s World, dass US-Journalisten abseits ihrer angstschürenden Geschichten wenig über die wirklichen Drogenprobleme wissen. Eine Vielzahl von Aussagen im Artikel hätten einer unvoreingenommenen, kritischen Prüfung nicht standgehalten. So sei es sehr unwahrscheinlich, dass sich ein Fünfjähriger über eine Zeit von mehreren Wochen, die bis zur Sucht benötigt würden, freiwillig Heroin mit einer Spritze injizieren ließe. Außerdem können sich die Autoren nicht vorstellen, dass ein Drogenabhängiger sich von einer Journalistin dabei beobachten lässt, wie er einem Kind Heroin spritzt. So gebe es keine Hinweise darauf, dass Drogensüchtige stolz auf ihr Verhalten seien oder den Drogenkonsum an andere weiterempfehlen würden, vor allem nicht an ihre Kinder. Davon abgesehen sei auch unklar, warum der Freund von Jimmys Mutter sein teures Heroin kostenlos an Jimmy abgeben sollte.